# Народный парк (Гуанчжоу)
Народный парк (кит. 人民公园) — городской общественный парк в районе Юэсю в центре Гуанчжоу, столице провинции Гуандун на юге Китая. Основан в 1921 году, является первым общественным парк в городе. Построен на месте, где со времён империи Суй (581—618 годы) располагались сменявшие друг друга региональные правительства.
Из-за центрального расположения горожане называют его Центральным парком (кит. 中央公园).

## История

### Императорский Китай
После того, как император Вэнь из династии Суй воссоединил Китай в 589 году, он реорганизовал административное деление Китая и основал столицу префектуры Гуанчжоу в округе Наньхай, в современном центре Гуанчжоу. Правительство Гуанчжоу располагалось в зданиях находившихся на месте Народного парка.
На протяжении более тысячелетия Народный парк был местом сосредоточения местной власти. В конце династии Мин, после того как большая часть северного Китая была завоёвана маньчжурской династией Цин, принц Чжу Юйюэ провозгласил себя императором в Гуанчжоу, его дворец располагался в Народном парке. После того, как силы Цин захватили Гуанчжоу в 1647 году, император покончил жизнь самоубийством, и Гуандун стал владением генерала Шан Кэси, титулованного короля Пиннаня, который также правил из дворца в Народном парке.
После того, как сын Шан Кэси, Шан Чжисинь, принял участие в неудавшемся восстании трёх феодалов, двор Цин казнил его в 1680 году и взял под прямой контроль Гуандун. Народный парк стал офисом и резиденцией губернаторов и наместников. Ряд чиновников, в том числе Жуань Юань и Чжан Чжидун, улучшили район.

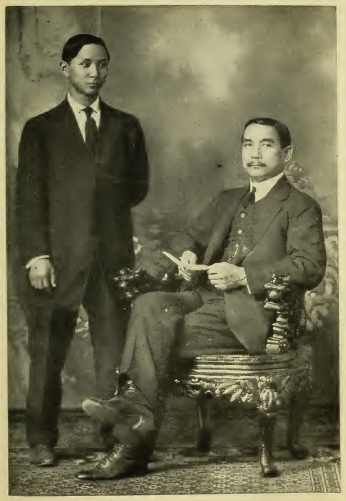
Сунь Ятсен и его сын Сунь Фо в 1911 году.

Во время Второй опиумной войны (1856—1860 годы) объединённые британско-французские войска оккупировали Гуанчжоу на три года. Понимая, что они не могут управлять городом самостоятельно, они установили марионеточное правительство во главе с Богуем, этническим монголом, который был исполняющим обязанности губернатора Гуандуна при династии Цин. В парке прошла торжественная церемония инаугурации.

### Китайская Республика
После того, как Синьхайская революция свергла династию Цин, Сунь Ятсен, отец-основатель Китайской Республики, предложил превратить бывшую территорию правительства провинции Цин в первый общественный парк Гуанчжоу. Городское правительство поручило Ян Сицзуну (杨锡宗), выпускник Корнеллского университета, спроектировал парк. 12 октября 1921 года мэр Сунь Фо, сын Сунь Ятсена, открыл парк № 1 Гуанчжоу. Поскольку Ян спроектировал парк по западному образцу, многочисленные древние деревья на этом участке были вырублены, чтобы добиться желаемой геометрической симметрии. Первоначальный парк был вдвое больше, чем сегодня, с такими элементами, как фонтаны, скульптуры, сборочное здание, рестораны, но в основном лишённый деревьев. Будучи первым общественным парком города, он сразу же завоевал популярность среди горожан.
Благодаря своему расположению в центре города парк быстро стал главным местом проведения митингов и крупных общественных мероприятий в Гуанчжоу. 24 февраля 1924 года Сунь Ятсен председательствовал на панихиде по Владимиру Ленину; 8 марта того же года в парке состоялось первое крупное празднование Международного женского дня в Китае. В парке также состоялось масштабное празднование победы Северного похода Гоминьдана, стартовавшей из Гуанчжоу, и церемонии инаугурации многих правительственных чиновников.
Парк был популярным местом проведения фестивалей. С 11 февраля 1923 года в парке в течение пяти дней проводился фестиваль нарциссов. С 1930 по 1949 год в парке прошло пять фестивалей хризантем.

### Китайская Народная Республика
После того, как Коммунистическая партия Китая победила Гоминьдан и основала Китайскую Народную Республику в 1949 году, парк был переименован в Народный парк. В 1999 году правительство снесло стену, окружавшую парк, и различные пристроенные к нему постройки, сделав его полностью открытым.

## Статуи
В парке представлены шесть групп статуй, в том числе «Фэнхо Ниандай» («Эпоха войны») работы скульптора Ли Ханьи (кит. 李汉仪), изображающая женщину-партизанку, кормящую грудью своего ребёнка. Другая статуя, изображающая обнажённую женщину, стреляющую из лука верхом на лошади, посвящена памяти Чжан Чжисинь, диссидентки, казнённой во время Культурной революции за критику идолопоклонства Мао Цзэдуну. Другие статуи посвящены писателю Лу Синю и музыканту Сянь Синхаю.